# 名所絵
名所絵（めいしょえ）とは、日本各地の名所とされる場所を描いた絵のこと。

## 歴史
日本における風景画は山水図と称して古くから描かれていたが、それらは特定の地域や場所を描いたものではなかった。嵯峨天皇の時代、『凌雲集』によれば内裏清涼殿には「山水図」が描かれていたが、それは中国の神仙思想の影響を強く受けたものだったと見られる。しかしやがて風景画は地名の歌枕と結びつき、歌枕を描いた屏風や障子絵（襖絵）が作られるようになる。『古今和歌集』には、
ちはやぶる　かみよもきかず　たつたがは　からくれなゐに　みずくぐるとは（巻第五・秋歌下　在原業平）
という和歌があるが、これには「二条の后の春宮のみやす所と申しける時に、御屏風に龍田川にもみぢながれたるかたをかけりけるを題にてよめる」という詞書がある。大和国の龍田川は当時の地名の歌枕のひとつであり、秋に紅葉の流れる川というイメージで知られていた。そのように描かれた龍田川の様子を題にして詠んだ和歌ということである。
平安時代には「屏風歌」という和歌が多く詠まれている。「屏風歌」とは絵を書いた屏風の画面の上部に「色紙形」と称する一区画を設け、そこに屏風の画題に沿った和歌を詠んで記すというもので、その詠まれた屏風歌の中には須磨や住吉などの地名が見られ、そうした場所が和歌に因む名所すなわち歌枕として描かれていたのがうかがえる。また大嘗祭では、悠紀・主基をつかさどる二ヶ国よりそれぞれの国の歌枕が描かれた屏風が供された。障子絵でも歌枕を描いた名所絵が制作されており、特に鎌倉時代に後鳥羽院の命によって建てられ、その室内を諸国の歌枕の障子絵で飾った最勝四天王院はよく知られている。ちなみにこの障子絵にも色紙形が設けられ、藤原定家らによる和歌が記されていた。
絵巻物においても、『信貴山縁起絵巻』、『春日権現験記絵』などに絵巻の一場面として名所が取り上げられている。『一遍聖絵』には時宗の祖一遍が各地を行脚する光景が、その土地の寺社とともに描かれており、これも名所絵の一種といえる。
やがて室町時代に至り書院造が現れると、名所絵はその書院造の室内を飾る障壁画としても描かれるようになった。金箔を用いた障壁画すなわち金碧障壁画が制作され、従来からの歌枕とされた名所のほかに有名な寺社、また「近江八景」も名所絵の画題として描かれている。洛中洛外図も名所絵のひとつといえるものである。そして狩野永徳をはじめとする狩野派の絵師たちが安土城や江戸城などの障壁画に名所絵を描いた。
名所絵は浮世絵においても重要な画題のひとつになっている。寛永12年（1635年）に始まった参勤交代の制度により街道の整備が行われた結果、商人や庶民の交通量も多くなり紀行や名所案内、道中案内が出版され、浮世絵においても次第にそれら街道の風景を描いた名所絵が現れるようになった。初期の名所絵は美女を配するという趣向が必ずあったが、歌川豊国の「近江八景」、二代目歌川豊国の「名勝八景」などになると、名所の景そのものが画題として強く意識されるようになる。そして葛飾北斎の「富嶽三十六景」によってその様式が確立した。街道の風景を描いた名所絵としては、歌川広重の保永堂版「東海道五十三次続絵」が著名。
幕末・明治初期には、歌川貞秀、歌川芳員、二代目歌川広重及び三代目歌川広重らが、東京や開港まもない横浜の名所などを描いている。